# Graham Gouldman
Graham Keith Gouldman (Salford, 10 de Maio de 1946) é um cantor, músico e compositor inglês. É conhecido pelos seus trabalhos como guitarrista da banda britânica  de art rock 10cc e da banda estadunidense de pop rock Wax, que fez muito sucesso na década de 80, sobretudo através dos hits "Right Between the Eyes" e "Bridge To Your Heart".
Antes disso, porém, o músico também contribuiu com outras bandas e artistas da década de 1960. Um de seus trabalhos mais famosos foi  a composição do hit "For Your Love", gravado pela banda inglesa Yardbirds, até então conhecido por tocar o mais puro blues e por ter, entre seus integrantes, um jovem guitarrista chamado Eric Clapton. A composição de Gouldman foi um dos grandes hits do ano de 1965, mas fez o purista Clapton, então com 20 anos, sair da banda por não concordar em gravar uma canção 'pop demais'. Em seu lugar foi convidado Jimmy Page, que não topou e indicou o amigo Jeff Beck. Além desse hit, outros dois grandes clássicos do pop rock escritos por Gouldman, foi a antológica "BUS STOP" lançada pelo The Hollies e "NO MILK TODAY"  com os Hermans Hermiths. no início dos anos 70, já a frente da banda 10 CC veio o grande sucesso da década "I'M NOT IN LOVE" que até hoje ecoa nas rádios FMs do país.